# 白山市立北陽小学校
白山市立北陽小学校 （はくさんしりつ ほくようしょうがっこう）は石川県白山市新田町にある公立小学校。

## 概要
前身は松任市立北小学校である。1973年に松任小学校から分離開校した。北陽小学校となったのは、北小学校の開校から2年後の1975年であり、北小学校、旭小学校、蕪城小学校の一部が統合して開校した。
校舎は、1975年3月に完成した。その後、1978年と2010年に増築工事を行った。本校の体育館は、1975年5月に完成し、2011年に小体育館完成に伴い、大体育館に名称が変更された。普通教室（増築棟を除く）の窓から延伸中の北陸新幹線と白山が見える。
2020年度より新型コロナウイルス感染症について理解を深める道徳の授業を全クラスで行っている。授業の最後には医療現場の最前線で働く医師や看護師らに向けた手紙を書き、県内の病院に届ける活動を行っている。

## 沿革

### 北小学校
- 1973年4月 - 松任小学校の一部を分離独立させ、松任市立北小学校を新設[2]
- 1973年10月 - 地鎮祭・鍬入式を挙行[2]

### 北陽小学校
- 1975年3月 - 松任市新田町246番地に松任市立北陽小学校を竣工[2]
- 1975年4月 - 松任市立北陽小学校を開校[2]
- 1975年5月 - 体育館竣工[2]
- 1975年7月 - プール竣工[2]
- 1975年9月 - 校旗樹立・校歌制定（祝賀式挙行）[2]
- 1977年5月 - プール更衣室竣工[2]
- 1977年6月 - 相撲場（土俵）完成（現在は撤去されており、跡地には小体育館がある）[2]
- 1978年3月 - 児童数増のため、校舎西側に６教室増築[2]
- 1979年4月 - 通学区域の一部（番匠、五歩市）を東明小学校の通学区域に変更[2]
- 1980年4月 - 北星中学校開校により、中学校通学区域変更[2]
- 1981年4月 - 宮永町に旭丘小学校を分離開校（宮永市、宮永、福増、宮永新、中新保、八田中、一塚、倉部、浜八田、八田）[2]
- 1982年4月 - 光野中学校開校により、中学校通学区域変更[2]
- 1984年4月 - 特別支援学級「たんぽぽ」設置[2]
- 1986年10月 - 県発明工夫展団体賞[2]
- 1991年8月 - 校舎外装改修[2]
- 1992年8月 - 校舎内装改修（中央・東）[2]
- 1993年8月 - 校舎内装改修（西・特別教室）[2]
- 1994年9月 - 運動場改修[2]
- 1996年12月 - プール改修[2]
- 1997年10月 - パソコン室完成[2]
- 2005年2月 - 市町村合併により白山市立北陽小学校に改称[2]
- 2010年4月 - 耐震補強大規模改造工事開始。小体育館建設工事開始[2]
- 2011年10月 - 増築教室棟、小体育館完成[2]
- 2011年11月 - 耐震補強大規模改造工事終了[2]
- 2015年6月 - プール改修[2]
- 2017年6月 - 普通教室エアコン設置工事完了[2]
- 2019年4月 - 外国語専科加配開始[2]

## 校歌
- 作曲 - 榊 兵治[4]
- 作詞 - 大沢 衛[4]

## 学校教育目標
2019年度よりつながり 高め合う 北陽っ子を学校教育目標として掲げている。

## 通学区域
卒業後に松任中学校へ進学する区域
旭町、五歩市町（ただし、東八ツ矢区のみ。）、八ツ矢新町（ただし、1番地を除く。）、八ツ矢町（ただし、東八ツ矢区のIRいしかわ鉄道線以北を除く。）
卒業後に北星中学校へ進学する区域
相木町（ただし、北相木2〜4・6区のみ。）、宮永町（ただし、北相木1・2区のみ。）、宮永市町（ただし、北相木1・4区のみ。）
卒業後に光野中学校へ進学する区域
八ツ矢新町（ただし、1番地のみ。）、新田町、あさひ荘苑一～四丁目、横江町、八ツ矢町（ただし、東八ツ矢区のIRいしかわ鉄道線以北のみ。）、相木町（ただし、北相木5区のみ。）、宮永町（ただし、北相木1・2区を除く。）、宮永市町（ただし、北相木1・4区を除く。）、番匠町（ただし、あさひ荘苑四丁目のみ。）

## 進学先中学校
- 松任中学校
- 北星中学校
- 光野中学校

## 出身著名人
- MAYA（NiziUのメンバー）
- やまむらはじめ（漫画家）[7]
- 音重鎮（プロ野球選手）[8]

## アクセス
- IRいしかわ鉄道線 松任駅から車で約3分
- E8 北陸自動車道「白山IC」から車で約6分

## 周辺
- 金沢総合車両所 松任本所
- ファミリーマート 白山新田町店
- 大阪屋ショップ松任店
- クスリのアオキ 新旭店
- 松任中央福祉会 はくさんひかり園
- みやた整形外科
- 白山市立光野中学校
- イオンモール白山
- 白山IC
- コメリパワー 白山店
- クスリのアオキ本社